# Белое (озеро, Торопецкий район)
Белое — озеро на западе Тверской области, расположено на территории Торопецкого района. Принадлежит бассейну Западной Двины.
Расположено в 20 километрах к юго-востоку от города Торопец. Вытянуто с запада на восток. Длина озера 0,74 километра, ширина до 0,22 километра. Площадь водной поверхности — 0,4 км². Протяжённость береговой линии — 3,4 километра.
В восточную и в юго-западную части озера впадают безымянные ручьи. Сток осуществляет в озеро Долгое, расположенное севернее (бассейн Торопы).
Окружено лесами. Населённых пунктов на берегу озера нет.